# کارمونا (اسپانیا)
کارمونا (به اسپانیایی: Carmona) یک دهستان و شهر در اسپانیا است که در استان سبیا واقع شده‌است. کارمونا ۹۲۴٫۱۲ کیلومتر مربع مساحت و ۲۸٬۶۷۹ نفر جمعیت دارد و ۲۵۳ متر بالاتر از سطح دریا واقع شده‌است.

## خواهرخوانده
شهر Laudun-l'Ardoise خواهرخواندهٔ کارمونا (اسپانیا) هست.